# Patrick Staudacher
Patrick Staudacher (ur. 29 kwietnia 1980 w Vipiteno) – włoski narciarz alpejski, mistrz świata.

## Kariera
Po raz pierwszy na arenie międzynarodowej pojawił się 12 grudnia 1995 roku w Innichen, gdzie w zawodach juniorskich zajął 55. miejsce w gigancie. W 1997 roku wystartował na mistrzostwach świata juniorów w Schladming, jednak nie ukończył żadnej konkurencji. Jeszcze trzykrotnie startował na imprezach tego cyklu, najlepsze wyniki osiągając podczas mistrzostw świata juniorów w Quebecu, gdzie był piąty w supergigancie i szósty w zjeździe i slalomie.
W zawodach Pucharu Świata zadebiutował 16 grudnia 2000 roku w Val d’Isère, zajmując 42. miejsce w zjedzie. Pierwsze pucharowe punkty wywalczył 7 grudnia 2001 roku w tej samej miejscowości, zajmując 29. miejsce w supergignacie. Na podium zawodów tego cyklu jedyny raz stanął 18 grudnia 2009 roku w Val Gardena, kończąc supergiganta na trzeciej pozycji. W zawodach tych wyprzedzili go jedynie Aksel Lund Svindal z Norwegii i Carlo Janka ze Szwajcarii. Najlepsze wyniki osiągnął w sezonach 2006/2007 i 2009/2010, kiedy zajmował 36. miejsce w klasyfikacji generalnej.
Na mistrzostwach świata w Åre w 2007 roku wywalczył złoty medal w supergigancie, wyprzedzając Austriaka Fritza Strobla i Szwajcara Bruno Kernena. Był też między innymi siedemnasty w tej samej konkurencji podczas mistrzostw świata w Val d’Isère w 2009 roku. W 2002 roku wystartował na igrzyskach olimpijskich w Salt Lake City, zajmując między siódme miejsce w kombinacji i osiemnaste w supergigancie. Cztery lata później, podczas igrzysk w Turynie, jego najlepszym wynikiem było dziewiąte miejsce w zjeździe. Brał też udział w igrzyskach olimpijskich w Vancouver w 2010 roku, zajmując między innymi siódme miejsce w supergigancie.
Do momentu zdobycia tytułu mistrza świata był znany jako basista zespołu Rockomon.

## Osiągnięcia

### Igrzyska olimpijskie
| Miejsce | Dzień     | Rok  | Miejscowość    | Konkurencja | Czas biegu | Strata | Zwycięzca           |
| ------- | --------- | ---- | -------------- | ----------- | ---------- | ------ | ------------------- |
| 7.      | 13 lutego | 2002 | Salt Lake City | Kombinacja  | 3:17,56    | +4,91  | Kjetil André Aamodt |
| 18.     | 16 lutego | 2002 | Salt Lake City | Supergigant | 1:21,58    | +2,37  | Kjetil André Aamodt |
| 9.      | 12 lutego | 2006 | Turyn          | Zjazd       | 1:48,80    | +1,49  | Antoine Dénériaz    |
| DNF     | 14 lutego | 2006 | Turyn          | Kombinacja  | 3:09,45    | —      | Ted Ligety          |
| 17.     | 18 lutego | 2006 | Turyn          | Supergigant | 1:30,65    | +1,26  | Kjetil André Aamodt |
| 35.     | 15 lutego | 2010 | Vancouver      | Zjazd       | 1:54,31    | +2,90  | Didier Défago       |
| 7.      | 19 lutego | 2010 | Vancouver      | Supergigant | 1:30,34    | +0,40  | Aksel Lund Svindal  |

### Mistrzostwa świata
| Miejsce | Dzień     | Rok  | Miejscowość | Konkurencja     | Czas biegu | Strata | Zwycięzca          |
| ------- | --------- | ---- | ----------- | --------------- | ---------- | ------ | ------------------ |
| 1.      | 6 lutego  | 2007 | Åre         | Supergigant     | 1:14,30    | -      | -                  |
| 18.     | 8 lutego  | 2007 | Åre         | Superkombinacja | 2:28,99    | +2,55  | Daniel Albrecht    |
| 32.     | 11 lutego | 2007 | Åre         | Zjazd           | 1:44,68    | +3,11  | Aksel Lund Svindal |
| 17.     | 4 lutego  | 2009 | Val d’Isère | Supergigant     | 1:19,41    | +2,61  | Didier Cuche       |
| 18.     | 9 lutego  | 2009 | Val d’Isère | Superkombinacja | 2:23,00    | +4,48  | Aksel Lund Svindal |

### Mistrzostwa świata juniorów
| Miejsce | Dzień     | Rok  | Miejscowość | Konkurencja | Czas biegu | Strata | Zwycięzca             |
| ------- | --------- | ---- | ----------- | ----------- | ---------- | ------ | --------------------- |
| DNF2    | 28 lutego | 1997 | Schladming  | Gigant      | 2:00,57    | -      | Benjamin Raich        |
| DNF1    | 1 marca   | 1997 | Schladming  | Slalom      | 1:34,80    | -      | Mitja Dragšič         |
| DNF2    | 28 lutego | 1998 | Megève      | Gigant      | 2:01,62    | -      | Benjamin Raich        |
| DNF1    | 1 marca   | 1998 | Megève      | Slalom      | 1:23,06    | -      | Benjamin Raich        |
| 29.     | 13 marca  | 1999 | Pra Loup    | Gigant      | 1:48,10    | +4,44  | Christoph Alster      |
| 18.     | 14 marca  | 1999 | Pra Loup    | Slalom      | 1:34,96    | +4,70  | Massimiliano Blardone |
| 6.      | 21 lutego | 2000 | Quebec      | Zjazd       | 1:10,77    | +0,95  | Thomas Graggaber      |
| 5.      | 22 lutego | 2000 | Quebec      | Supergigant | 1:15,69    | +1,05  | Klaus Kröll           |
| 6.      | 25 lutego | 2000 | Quebec      | Slalom      | 1:52,95    | +0,92  | Daniel Défago         |
| DNF1    | 26 lutego | 2000 | Quebec      | Gigant      | 1:52,09    | -      | Georg Streitberger    |

### Puchar Świata

#### Miejsca w klasyfikacji generalnej
- sezon 2001/2002: 135.
- sezon 2002/2003: 143.
- sezon 2003/2004: 105.
- sezon 2004/2005: 74.
- sezon 2005/2006: 65.
- sezon 2006/2007: 36.
- sezon 2007/2008: 38.
- sezon 2008/2009: 66.
- sezon 2009/2010: 36.
- sezon 2010/2011: 120.

#### Miejsca na podium w zawodach
1. Val Gardena – 18 grudnia 2009 (supergigant) – 3. miejsce